# Hrušky, Vyškov
Hrušky là một làng thuộc huyện Vyškov, vùng Jihomoravský, Cộng hòa Séc.